# 코르툴루아
코르툴루아(Cortuluá)는 콜롬비아에 위치한 툴루아를 연고로 하는 축구팀이다. 이 팀은 1967년에 창단하였다.

## 역대 감독
| 감독            | 임기        |
| --------------- | ----------- |
| 레이날도 루에다 | 1994 ~ 1997 |